# Euproctis loda
Euproctis loda är en fjärilsart som beskrevs av Collenette 1947. Euproctis loda ingår i släktet Euproctis och familjen tofsspinnare. Inga underarter finns listade i Catalogue of Life.